# Bruant mélanocéphale
Emberiza melanocephala
Espèce
Statut de conservation UICN

 LC  : Préoccupation mineure

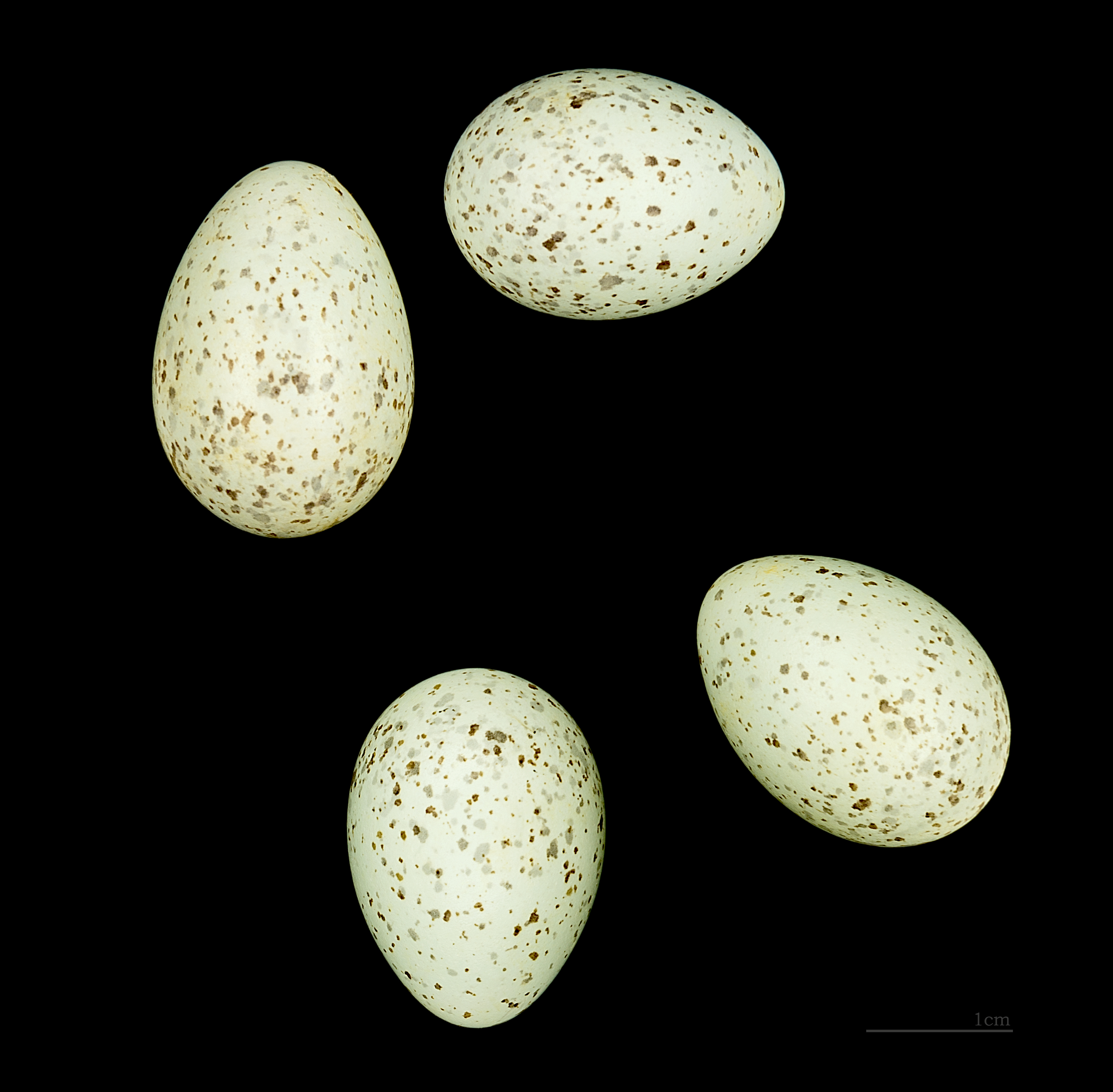
Œufs de Bruant mélanocéphale Muséum de Toulouse

Le Bruant mélanocéphale (Emberiza melanocephala) est une espèce d'oiseaux de la famille des Emberizidae.

## Historique et dénomination
L'espèce Emberiza melanocephala a été décrite par le naturaliste italien Giovanni Antonio Scopoli, en 1769 

## Répartition et habitat

Aire de nidification : de l'Italie jusqu'en Iran. L'espèce niche en France (sud-est), sporadiquement et en très faibles effectifs.

Biotope : végétation buissonnantes, oliveraies, jardins. Hiverne en Inde occidentale, où on les voit se rassembler en vastes nuées cherchant sa nourriture sur les champs de céréales et les végétations steppes buissonnantes, souvent en compagnie du Bruant à tête rousse

## Protection
Le Bruant mélanocéphale bénéficie d'une protection totale sur le territoire français depuis l'arrêté ministériel du 17 avril 1981 relatif aux oiseaux protégés sur l'ensemble du territoire. Il est donc interdit de le détruire, le mutiler, le capturer ou l'enlever, de le perturber intentionnellement ou de le naturaliser, ainsi que de détruire ou enlever les œufs et les nids, et de détruire, altérer ou dégrader son milieu. Qu'il soit vivant ou mort, il est aussi interdit de le transporter, colporter, de l'utiliser, de le détenir, de le vendre ou de l'acheter.